# Wybitowo
Wybitowo – dawna osada leśna w Polsce położona w województwie kujawsko-pomorskim, w powiecie nakielskim, w gminie Sadki.
Nazwa zniesiona 1.01.2021 r.
W latach 1975–1998 miejscowość administracyjnie należała do województwa bydgoskiego.